# Lisette Hordijk

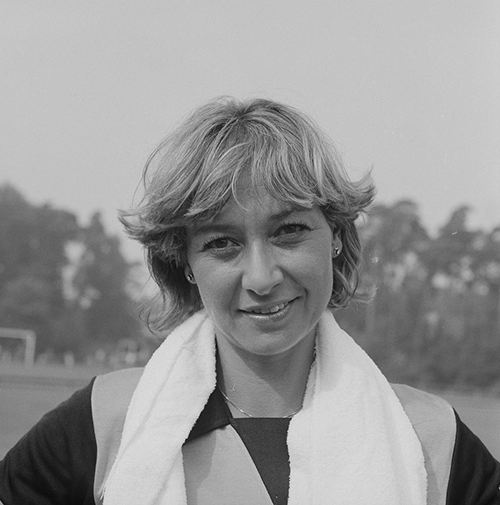
Lisette Hordijk tijdens het amusementsprogramma AVRO's Sterrenslag in 1981

Lisette Hordijk (Voorburg, 26 december 1946) was gedurende de periode 1968-1996 een presentatrice en omroepster bij de NCRV.
Ze was gedurende die tijd als omroepster op televisie een van de gezichten van de NCRV. Daarnaast presenteerde ze onder andere ook het programma U zij de glorie.
In 1991 verdween ze, net als collega Thari Schröder, als omroepster van de buis, omdat hun gezicht te oud zou zijn voor de uitstraling van de omroep.